# Megaride
Die kleine Insel Megaride, ein Tufffelsen, der heute durch Aufschüttungen mit der Küste verbunden ist, liegt wenige Meter vor Neapel im Tyrrhenischen Meer. Laut dem antiken Geografen Strabon diente das Inselchen Megaris bereits den von Rhodos gekommenen Gründern des alten Neapolis im 9./8. Jahrhundert v. Chr. als Handelsplatz. Nach griechischer Überlieferung war die Insel auch der Ort, an dem die Sirene Parthenope begraben wurde.
Ab dem Mittelalter wurde auf der Insel eine Burg, das Castel dell’Ovo errichtet. Es ist heute von einigen Häusern umgeben, die als Borgo Marinari einen kleinen Ortsteil innerhalb des Neapolitaner Stadtteils San Ferdinando bilden und durch die Via Partenope mit dem Festland verbunden sind. Östlich der Insel befindet sich heute ein kleiner Hafen.